# Leknath
Leknath (en népalais : लेखनाथ नगरपालिका) est une ville du Népal située dans le district de Kaski. Au recensement de 2011, la ville comptait 58 816 habitants.